# Miloslava Matoušová
Miloslava Matoušová, též Miluška Matoušová (* 1. února 1965), je česká spisovatelka, guru, autorka projektu „Žena je láska“ a další, která se proslavila především jako iniciátorka videa „Žena je láska“. Video, ve kterém se ženy omlouvají mužům za to, že jim „sebrali jejich mužské role“, zaznamenalo jen během pár dní přes milion zhlédnutí. Věnovala se mu i celostátní média jako MF Dnes nebo Česká televize.

## Život
Mezi lety 1982–1987 vystudovala obor Speciální pedagogika na Karlově univerzitě. Jako učitelka pracovala od r. 1989 do r. 2003 ve zvláštní škole a následně ve speciální škole pro děti s poruchami učení, kde uplatnila svou specializaci logopedie, psychopedie, somatopedie a poruchy učení.
V roce 1996 začala spolupracovat se společností CaliVita, předním světovým výrobcem potravinových doplňků a začala studovat přírodní léčbu pomocí doplňků stravy a zdravou výživu. Vzdělávala se pomocí lékařských přednášek pořádaných firmou CaliVita, především MUDr. Václava Jordána a jeho knih Kompendium a Antioxidanty – zázračné zbraně, ale mnohé další. Firma CaliVita má ucelený systém vzdělávání svých distributorů s účastí předních výživových expertů a celostních lékařů. Studovala přírodní léčitelství MUDr. Jonáše z knížky Křížovka života a dalších jeho knih.[ve zdroji nenalezeno] Přidala si typologii a stravu podle krevních skupin – Výživa a krevní skupiny, Dr.Peter J.D´Adamo.[ve zdroji nenalezeno] Navštěvovala přednášky a četla knížky výživáře Petra Fořta, např. Tak co mám jíst.[ve zdroji nenalezeno] Seznámila se s Marcelem Černochem – Diagnostika v praxi a učila se pohledovou diagnostiku.[ve zdroji nenalezeno] Studovala orientální diagnostiku – např. kniha Orientální diagnostika, Micho Kushi. Spojila se s Miroslavem Hrabicou a pořádala s ním seminář na základě knížky „Co nám tělo říká aneb Po stopách nemocí“.[ve zdroji nenalezeno] Naučila se vidět individualitu každého člověka a začala používat starodávné diagnostické metody Astrologii devíti planet neboli Japonská numerologie, pythagorejskou numerologii od Milana Walka – Numerologie v praxi, Numerologie magických čtverců a devíti hvězd.[ve zdroji nenalezeno] Mezi dalšími učiteli je například Rüddiger Dahlke, absolvovala jeho seminář (knížka Nemoc jako symbol a Nemoc jako řeč duše).
Všechny tyto vědomosti a studium rovnou praktikovala. Od r. 2000 začala s osobními konzultacemi, zaměřenými na zjištění skutečných příčin nemoci a problémů klienta na úrovni duše, mysli i těla. Začala praktikovat celostní přístup ke zdraví a vztahům. Celostní přístup vnímá člověka jako celek a jednu část nejde od druhé oddělit Vše spolu souvisí – vztahy, tělo, nemoci, strava, způsob přemýšlení.

## Dílo
V r. 2003 vznikl první vzdělávací web empatia.cz, který má za úkol seznamovat širokou veřejnost s celostními přístupy ke zdraví, vztahům a životu a současně představovat diagnostické metody, na kterých je konzultační činnost založena. V r. 2003 její manžel zanechal své původní profese a začal s ní spolupracovat. První seminář proběhl v r. 2003 a pak každý rok další.
Postupem doby vznikla potřeba komplexnějšího vzdělávacího systému a vznikl on-line projekt Akademie celostního zdraví, jehož asi 10 webových stránek je propojeno do komplexního vzdělávacího systému v celostním zdraví. Obsahuje neplacené i placené informace. Součástí systému vzdělávání je i kniha Základy celostního zdraví, vydaná v r. 2018. Na podporu fanoušků je k dispozici FB stránka "Akademie celostního zdraví".
Z mnohaleté praxe konzultací se ženami vznikla potřeba věnovat se ženské problematice důkladněji, především, ale nejen v jejich partnerských vztazích. V r. 2014 vznikl on-line projekt Žena je láska sestavený z částečně neplacených a částečně placených informací. Nejdříve vznikl pětitýdenní on-line kurz, následoval projekt celoročního klubu a v r. 2017 byly tyto dva programy doplněny projektem KRUH Žena je láska. V r. 2017 byla vydána knížka Žena je láska, která se podle českých konvencí stala bestsellerem, protože je prodáno mnohem víc než 5 tisíc kusů. Existuje též facebooková stránka Žena je láska.
V r. 2018 Mgr. Miloslava Matoušová a její manžel Ivan Matouš ukončili svou osobní podnikatelskou činnost a stali se zaměstnanci odštěpného závodu v ČR zahraniční společnosti, které předali veškerá práva ke svým dosavadním programům a projektům. Nadále v této společnosti působí jako redaktoři.

## Působení a kontroverze
Během listopadu 2019 prolétlo českým internetem video nazvané „Žena je láska“. Téměř ihned se stalo předmětem kontroverze, asi padesátka žen se v něm omlouvá mužům z různých důvodů. Záměr je ale jasný, ukázat mužům, že je potřebují a nemohou bez nich žít. Většina z nich mluví klidně, některé se však více nechávají strhnout emocemi a jedna dokonce brečí. Vše probíhá za doprovodu tiché relaxační hudby a šumícího lesa v pozadí. Video vzbudilo rozporuplné reakce, mnohým přišlo umělé, ženy v něm působí jako zmanipulované, mnohých se však dotklo pozitivně. Dne 24. listopadu 2019 odvysílala Česká televize pořad 168 hodin, ve kterém se fenomenálnímu videu věnovala. Ukázalo se, že za videem stojí Miluška Matoušová, bývalá učitelka, a její manžel. Nejedná se o ojedinělé video, nýbrž produkt systematické sítě služeb týkající se především poradenství, placených kurzů a prodeje rozličného zboží, především vitaminových suplementů. Autorka o celé kauze uvedla následující: "Video s poselstvím žen mužům Vzkaz mužům nebylo určeno veřejnosti, a bylo vytvořeno spontánně na jednom ze seminářů jako podpora naší komunity. Autorky neočekávaly, že se video takto rozšíří a bude nesprávně pochopeno většinou společnosti, a zneužito proti nim i celému projektu. V konečném důsledku to celému projektu ohromně pomohlo." Originální video bylo staženo jak z Facebooku tak z YouTube, nicméně jeho verze je stále k dispozici. Firma King Scotty Co. LLC, která jejich stránky zastřešuje, nesídlí na českém ani evropském území, její sídlo je stát Delaware v USA, známý také jako daňový ráj. Společnost paní Matoušové a jejího manžela v současnosti[kdy?] spravuje nejméně 12 internetových prodejních stránek a 2 stránky na sociální síti Facebook.